# Rakovník
Rakovník (Tjekkisk udtale: [ˈrakovɲiːk], tysk: Rakonitz) er en by i tjekkiske region Centralbøhmen i Tjekkiet. Den har omkring 16.000 indbyggere. Den historiske bykerne er velbevaret og er beskyttet ved lov som et urban monument zone.

## Geografi
Rakovník ligger omkring 41 km vest for Prag og 45 km nordøst for Plzeň. Det ligger i Rakovníkhøjlandet, på grænsen til det Křivoklátsko beskyttet landskabsområde. Rakovnický-strømmen løber gennem byen.

## Historie
Den første skriftlige omtale af Rakovník er fra 1252. Křivoklát var det administrative centrum på dette tidspunkt. Rakovník var en markedsby, der sammen med andre landsbyer lå i og udgjorde omgivelserne omkring Křivoklát Slot.
I anden halvdel af det 16. århundrede udviklede byen sig hurtigt. Der blev bygget bymure med byporte, Den Hellige Treenigheds Kirke med en kirkegård blev etableret, og ølbrygningen blomstrede og blev kendt i hele kongeriget. I det 17. århundrede led byen under Trediveårskrigen, pest og oversvømmelser, som affolkede byen.
En stor udvikling af byen fandt sted i det 19. århundrede. Det var begyndelsen på selvstændige kontorer, nye huse og en tid, hvor der blev bygget nye gader. Nogle nye veje blev bygget og gamle veje repareret, og Rakovník blev forbundet med de omkringliggende byer. Et gymnasium blev åbnet i 1833, hvor forfatteren Zikmund Winter underviste i 1874-1884.
Indtil 1918 var Rakovník - Rakonitz en del af Østrig-Ungarn, i distriktet af samme navn, et af de 94 Bezirkshauptmannschaften i Bøhmen.
Med det 20. århundrede steg udviklingen af det sociale og kulturelle liv dramatisk. Masaryks handelsakademi, gymnasium og hospital blev også bygget. De to verdenskrige ændrede ikke livet i Rakovník. Der var ingen egentlige kampe i selve Rakovník, men mange mennesker døde i koncentrationslejre. De hårdest ramte var jødiske familier. I 1950 blev Rakovník en distriktsby. Da Rakovník kom over krigens kriser, kom der mange mennesker til byen.